# ク10 (航空機)
前田 ク10
- 用途：練習用グライダー
- 設計者：前田建一
- 製造者：前田航研工業
- 運用者：大日本帝国陸軍
- 初飛行：1943年12月25日
- 生産数：10機以上あるいは35機
- 運用状況：退役

ク10は、大日本帝国陸軍が試作した滑空機（軍用グライダー）。開発・製造は前田航研工業によって行われた。制式化はなされていない。

## 概要
特殊飛行訓練用として陸軍航空技術研究所から無制限曲技用グライダーの発注を受けた前田航研は、前田建一所長を設計主務者として1942年（昭和17年）初頭にク10の設計を開始した。試作1号機は前田航研の糸島工場で1943年（昭和18年）12月末に完成し、元岡飛行場で同年12月25日に初飛行した。1945年（昭和20年）の終戦までに10数機（または35機）が製造され、陸軍に納入されている。
ク10は、航空機強度規定の第5種機に相当する中翼のソアラーで、機体は全木製。あらゆる曲技飛行を行える、単座の無制限曲技グライダーとしては日本初の機体だった。また、初期型と後期型の2タイプが存在し、後期型では翼幅の短縮などがなされている。

## 諸元（後期型）
出典：『日本グライダー史』 228頁、『日本陸軍試作機大鑑』 121頁。
- 全長：6.94 m
- 全幅：13.00 m（初期型：13.60 m）
- 主翼面積：16.0 m2
- 自重：270 kg（初期型：220 kg）
- 全備重量：350 kg（初期型：300 kg）
- 急降下制限速度：350 km/h（初期型）
- 滑空速度：80 - 100 km/h[2]
- 最良滑空速度：76 km/h[4]
- 乗員：1名